# Iris (pel·lícula de 2004)
Iris és una pel·lícula de drama romàntic del 2004, dirigida per Rosa Vergés i Coma i ambientada a la guerra del 36 i la posterior postguerra en què tracta de «retratar la guerra a través de l'explosió interior d'una persona» que se sotmet a «una actualitat que l'ha sobrepassat». Rodada i ambientada al barri de Gràcia de Barcelona, segons la directora el nom de la pel·lícula «juga amb l'iris de l'ull i amb aquesta flor tan fràgil».
Fou el primer llargmetratge dirigit per Rosa Vergés després de dirigir Tic Tac el 1997 i va estar una de les últimes interpretacions de Silke al cinema. Va comptar amb l'assessorament com a guionista de l'historiador Jordi Barrachina. Ha estat traduïda al català.

## Sinopsi
Iris és una jove dolça i entusiasta que vol ser fotògrafa. Tanmateix, l'esclat de la guerra civil espanyola que s'esvaeixi tot el seu món, el seu gran amor Oscar desapareix i la deixa sola, i ella es queda embarassada d'Àgata, de qui no sap qui és el pare. Gràcies al suport incondicional de la seva amiga Magdalena aconsegueix sobreviure i tirar endavant.

## Repartiment
- Silke - Iris
- Ana Torrent - Magdalena
- Ginés García Millán - Oscar
- Mercè Pons - Àgata
- Nacho Fresneda - Damián
- Martirio - Rosario
- Fermí Reixach - Papicactus
- Paca Gabaldón -	Virtudes
- Abel Folk - Miguel

## Premis i nominacions
Als III Premis Barcelona de Cinema fou nominada a la millor pel·lícula, director, actriu i guió, però no en va guanyar cap. També fou nominada a la Biznaga d'Or al Festival de Màlaga.